# Dragonja vas
Dragonja vas este o localitate din comuna Kidričevo, Slovenia, cu o populație de 174 de locuitori.